# Miniyeh-Danniyeh
Miniyeh-Danniyeh is een district in het gouvernement Noord in Libanon. De hoofdstad is de stad Miniyeh.
Miniyeh-Danniyeh heeft een oppervlakte van 409 km² en een bevolkingsaantal van 96.000.